# Лю Юй
Лю Юй (кит. трад. 劉昱, упр. 刘昱, пиньинь Liú Yù, 1 марта 463 — 1 августа 477) — император южнокитайской империи Сун. Также известен как (Лю-)Сунский Последний свергнутый император (кит. трад. (劉)宋後廢帝, палл. (Лю)Сун Хоу фэй ди).

## Биография
Старший сын Лю Юя (сына императора Вэнь-ди). Родился в 463 году, когда его отец был ещё только Сяндунским князем. В 465 году был свергнут занимавший престол Лю Цзые, и Сяндунский князь стал новым императором с тронным именем «Мин-ди». В 466 году Лю Юй был официально объявлен наследником престола. В 472 году император Мин-ди скончался, и 9-летний Лю Юй был возведён на престол в качестве нового императора.
В связи с малолетством императора власть находилась в руках регентов. Лю Сюфань, который к тому времени был единственным ещё живым дядей по отцу нового императора (казнив в 471 году всех своих братьев, император Мин-ди оставил Лю Сюфаня в живых, посчитав его слишком некомпетентным, и потому не представляющим угрозы правлению), в число регентов включён не был, и летом 474 года поднял восстание. Помня о том, что восстание против Мин-ди потерпело поражение из-за того, что развивалось слишком медленно, Лю Сюфань предпринял быстрый марш, и всего за 5 дней его войска достигли столичного Цзянькана. Выйти ему навстречу вызвался генерал Сяо Даочэн. Ему удалось организовать убийство Лю Сюфаня, после чего войска повстанцев были разгромлены.
Тем временем молодой император стал проявлять признаки безумия, и многие стали полагать, что лучшим императором был бы его двоюродный брат Лю Цзинсу. Летом 476 года Лю Цзинсу поднял восстание, однако оно также было подавлено Сяо Даочэном, а Лю Цзинсу был схвачен и казнён.
К 477 году молодой император стал окончательно неконтролируемым, и творил всё, что хотел. Он и его охрана охотились на людей как на животных, и император лично вскрывал трупы жертв. В итоге Сяо Даочэн, который также чуть не был убит императором ради развлечения, организовал заговор, и 7 числа 7 месяца по лунному календарю Ян Юйфу обезглавил императора, пока тот спал. После этого Сяо Даочэн провозгласил от имени вдовствующей императрицы указ, оправдывающий убийство императора, который посмертно был понижен в ранге до Цанъуского князя (蒼梧王); на престол был возведён его младший брат Лю Чжунь.

## Девизы правления
- Юаньхуэй (元徽) (473—477)